# (8469) 1981 TZ
1981 تي زد (ويعرف أيضًا باسم (8469) 1981 تي زد وفق تسمية الكوكب الصغير) (بالإنجليزية: 1981 TZ)‏ هو كويكب ضمن حزام الكويكبات؛ وترتيبه 8469 من حيث الاكتشاف.
اكتُشف هذا الجُرم الفلكي بواسطة نورمان جي. توماس في 5 أكتوبر 1981.

## وصلات خارجية
- (8469) 1981 TZ في قاعدة بيانات مختبر الدفع النفاث لأجرام النظام الشمسي الصغيرة

- الاكتشاف · مخطط المدار ·  العناصر المدارية · المعلمات المادية

- (8469) 1981 TZ على موقع ويكي سكاي: DSS2, SDSS, GALEX, IRAS, Hydrogen α, X-Ray, Astrophoto, Sky Map, Articles and images